# Vụ cướp tàu MT Zafirah
Ngày 18 tháng 11 năm 2012, 11 hải tặc Indonesia đã cướp tàu MT Zafirah, một tàu chở dầu của Malaysia, ở Biển Đông. Thủy thủ đoàn tàu chở dầu đã bị cướp biển để lại trên một xuồng cứu sinh trên biển hai ngày sau vụ cướp nhưng sau đó được các tàu đánh cá Việt Nam cứu sống vào ngày 21/11 khi xuồng cứu sinh của họ trôi dạt đến khoảng 118 hải lý ở vùng biển ngoài khơi phía Nam tỉnh Bà Rịa - Vũng Tàu. Toàn bộ hải tặc đã bị kiểm soát bởi Cảnh sát biển Việt Nam và Hải Quân Việt Nam theo thông tin được cung cấp bởi Phòng Hàng Hải Quốc tế tại Malaysia và RECAAP tại Singapore, dẫn đến việc bắt giữ họ sau một thời gian ngắn gần cảng Vũng Tàu.

## Bối cảnh
Tàu chở dầu đang chở 320,173 lít dầu thô nhẹ từ Pasir Gudang, Johor, Tây Malaysia đến Miri, Sarawak, Đông Malaysia thì bị mất tích. Khoảng 5 người Myanmar và bốn người Indonesia đã lên tàu.

## Tấn công
Tàu MT Zafirah bị tấn công ở gần Natuna Islands, Indonesia. Khoảng 19-20/11, tàu chở dầu được nhìn thấy hướng về phía bắc với thông tin liên lạc cuối cùng được ghi nhận vào khoảng 174,4 hải lý (7°10.16′B 109°9.29′Đ / 7,16933°B 109,15483°Đ) đông nam đảo Côn Sơn, Việt Nam. RECAAP báo cáo rằng tất cả 11 tên cướp biển đều được trang bị dao phay và súng lục, và có thể đang cố bán dầu bất hợp pháp tại Việt Nam. Một báo cáo nhận được của Cảnh sát biển Việt Nam (CSBVN) nói rằng một công ty tên là "Petimax" sẽ nhận dầu từ tàu chở dầu. Tất cả các thủy thủ đoàn của tàu chở dầu sau đó đã được tìm thấy trên một xuồng cứu sinh sau khi bị trôi dạt trên biển trong hai ngày và được cứu bởi các tàu đánh cá Việt Nam.

## Chiến dịch tìm kiếm
Ngay sau khi được báo cáo mất tích, văn phòng hàng hải quốc tế tại Kuala Lumpur thông báo sự cố cho CSBVN. Vào khoảng 10:06 am (giờ Việt Nam), RECAAP tại Singapore đã báo cáo vị trí mới nhất của tàu chở dầu nằm ở vùng biển Việt Nam và tàu chở dầu đang di chuyển với tốc độ 10 hải lý/giờ. Khoảng 24 giờ sau khi báo cáo, CSBVN được thông báo rằng có đơn vị khai thác tàu chở dầu đã cố gắng neo đậu tại cùng biển Việt Nam để dỡ hàng. CSBVN cho hai tàu cùng với một tàu khác trên đường đến khu vực khi tàu chở dầu được phát hiện 45 hải lý đông-đông nam đảo Côn Đảo. Vào khoảng 2:30 sáng (UTC+07:00), hai tàu CSBVN đã đến nơi mà tàu chở dầu bị tấn công được cho là sẽ đi qua. Khi họ phát hiện một tàu chở dầu đáng ngờ trong khu vực, CSBVN rọi đèn cao áp lên các khoang chở dầu nhưng các thủy thủ trên tàu chở dầu không có phản ứng và đây được xem là dấu hiệu bất thường. CSBVN sau đó đã cố gắng liên lạc với tàu chở dầu đáng ngờ kia nhưng vẫn không nhận được phản hồi. Sau nhiều lần cố gắng liên lạc, thủy thủ đoàn đáng ngờ trên tàu đã đưa ra những phản hồi bất nhất, nói rằng họ đang trên đường đến Trung Quốc nhưng sau đó lại bảo rằng họ đang trên đường đến Singapore. CSBVN sau đó ra lệnh cho họ thả neo.

## Kết quả
Sau khi ra lệnh cho tàu chở dầu dừng lại, CSBVN nhận thấy tên của tàu chở dầu là MT Sea Horse treo cờ Honduras. Tuy nhiên, CSBVN nhận thấy vết sơn lạ trên tàu chở dầu. Sự nghi ngờ của họ đã được xác nhận bởi các báo cáo trước đó từ thuyền trưởng của tàu MT Zafirah rằng tàu chở dầu đã bị cướp bởi 11 tên cướp biển người Indonesia cùng với một báo cáo từ Trung tâm cảnh báo cướp biển ở Malaysia rằng họ đã không tìm thấy tàu chở hàng có tên là MT Sea Horse trong cơ sở dữ liệu của họ. CSBVN quyết định giữ tàu lại trên biển để xác minh. Sau hai ngày giữ cho tàu neo, lúc 15 giờ (UTC + 07: 00), con tàu đáng ngờ đột nhiên khởi động động cơ, thủy thủ trên tàu bị phát hiện cố gắng cắt neo để trốn thoát trong khi một số khác liên lạc với CSBVN từ tàu chở dầu và tuyên bố "Sẽ ngay lập tức rời khỏi lãnh hải Việt Nam". Phát hiện tàu đối tượng bất tuân mệnh lệnh, CSBVN đã được lệnh bắn vào cabin của tàu. Sau một loạt các tiếng súng, thủy thủ đoàn đáng ngờ đã giảm tốc độ của tàu nhưng vẫn từ chối rời khỏi cabin mặc dù được yêu cầu. CSBVN đã cố gắng lặp lại thứ tự và yêu cầu các đối tượng đầu hàng nhưng các đối tượng không chấp hành, CSBVN đã tiếp tục bắn với súng máy 12,7mm và súng trường tấn công. Các đối tượng bắt đầu bò ra khỏi cabin để đầu hàng, trong khi CSBVN đếm hết 11 người, CSBVN nhận thấy tại các báo cáo trước đó rằng có khoảng 12 thủ phạm và bắt đầu lo sợ rằng một kẻ tấn công vẫn đang ẩn núp trong tàu chở dầu và có thể cố gắng nổ tung cùng với tàu chở dầu. CSBVN đe dọa sẽ bắn 4 người trong số họ nếu từ chối xuất hiện. Khi 1 tiếng súng bắn vào không trung, tất cả các thủ phạm đã khóc và hét to lên rằng họ chỉ có 11 người. 5 chiếc thuyền máy sau đó đã tiếp cận tàu chở dầu và tất cả được yêu cầu nhảy xuống nước. Trong vòng 50 phút kể từ khi phát súng đầu tiên, tất cả 11 thủ phạm đã bị bắt giữ và đưa vào một trong các tàu của Việt Nam. Tất cả chúng sau đó đã được xác nhận là những tên hải tặc. Sau khi hoàn thành nhiệm vụ, Thiếu tướng Nguyễn Quang Đạm cho biết:
Chúng tôi xác định bọn cướp biển là đối tượng đặc biệt nguy hiểm, có vũ khí nóng, hành vi manh động. Quá trình truy bắt có thể có những tình huống xấu nhất xảy ra, nguy hiểm đến tính mạng cán bộ, chiến sĩ và hủy hoại tài sản. Không có những phương án tác chiến chặt chẽ để thực hiện, gây cháy, nổ sẽ gây ra sự cố tràn dầu, ô nhiễm, hủy hoại đến môi trường cả một vùng biển rộng lớn, kéo theo những hậu quả khôn lường về các hoạt động khác trên biển

Ngày 13/4/2013, khoảng bốn tháng rưỡi sau vụ việc, tất cả những tên cướp biển đã được áp giải đến sân bay quốc tế Tân Sơn Nhất tại Thành phố Hồ Chí Minh để dẫn độ về Indonesia.